# Валерій Максім
Вале́рій Ма́ксім (лат. Valerius Maximus; І ст. н. е.) — римський письменник, автор збірників історичних прикладів для риторики. Джерелами творів служили Цицерон, Тит Лівій, Саллюстій, Варрон та ін. Збірники цінні тим, що багато джерел не збереглося.

## Біографія

### Особистість
Про його власне життя практично нічого не відомо, крім того, що він походив з бідної сім'ї і був усім зобов'язаний Сексту Помпею, консулу 14 року н. е. і проконсулу Азії, якого він супроводжував у 27 році під час поїздки на Схід. Помпей був меценатом, у чий літературний гурток  входив Овідій і товаришем Германіка, члена імператорської фамілії що найбільше цікавився літературою.

### Творча біографія
Опубліковано близько 31 р., після падіння Сеяна («Factorum ас dictorum memorabilium libri IX», hrsg. Von C. Kempf, 1888). Джерелами Валерію Максиму, згідно з даними з Радянської історичної енциклопедії, служили Цицерон, Тит Лівій, Саллюстій, Варрон, Трог Помпей та ін. Збірник Валерія Максима цінний фактичним матеріалом, почерпнутих із незбережених джерел

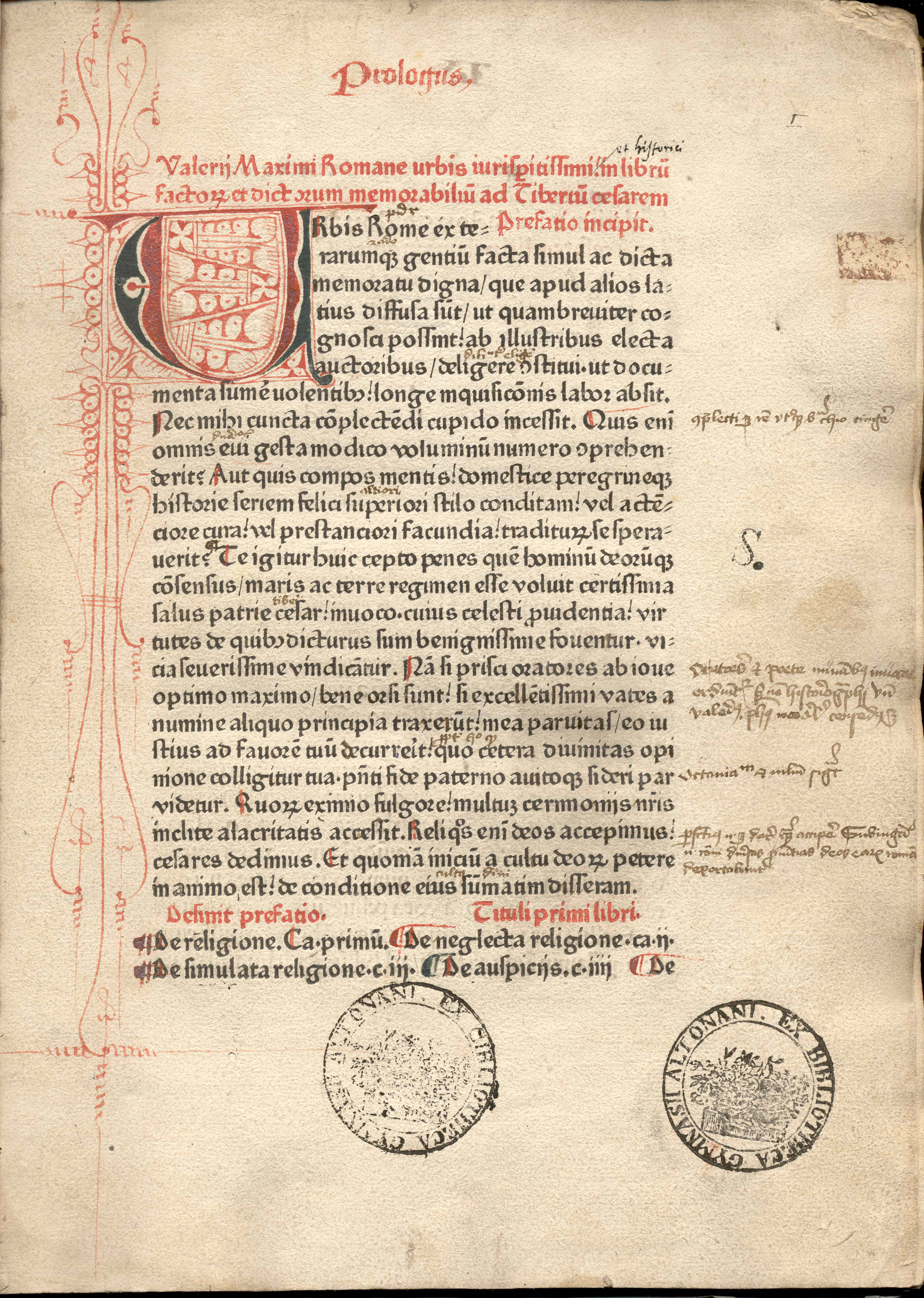
Видання Валерія Максіма. Майнц, 1471

Стиль творів Валерія показує, що він був професійнимритором. У передмові він дає зрозуміти, що вважає його звичайним зборами історичних анекдотів, призначеним для ораторських шкіл, щоб навчати учнів мистецтву красивою мови, звертаючись до історії. Заголовок рукописи говорить «Дев'ять книг примітних вчинків і висловів» (лат. Factorum et dictorum memorabilium libri novem). Оповідання побудовано недоладно і безладно; кожна книга розділена на уривки, озаглавлені відповідними темами, найчастіше чеснотами і пороками або ж помилками і слабкостями, які показані в цих уривках.
Більша частина розповіді заснована на римській історії, але кожен уривок містить також додаткові вилучення з анналів інших народів, перш за все греків. У творі ясно видні обидва почуття, властивих у змішаному вигляді майже всім римським авторам періоду принципату: з одного боку, те, що сучасні їм римляни — жалюгідні істоти в порівнянні з їх предками часів республіки, а з іншого — те, що вони, при всьому їхньому падінні, все ж на голову перевершують всі інші народи світу, і, зокрема, можуть багато чому навчити греків у питаннях моралі.
Основними джерелами для Валерія послужили Цицерон і Тит Лівій, також йому допомогли праці Саллюстія і Помпея Трога. Автор використовував матеріал недбало і не надто розумно, проте його добірка, за вирахуванням розривів, протиріч і анахронізмів, з точки зору оратора — точне відображення подій та умов життя, свідком яких він був. Історику також є за що подякувати Валерію: він часто використовує нині загублені джерела, а там, де він зачіпає свій час, він дає побіжний погляд на правління Тиберія, яке служить предметом численних дискусій та відомості про який вкрай недостатні.
Його погляд на імператорський двір часто розумівся неправильно, оскільки його вважали підлабузником, подібним Марціалу. Але, якщо придивитися до його відгуками про імперський уряд, вони і не могли бути чимось винятковим ні у своєму роді, ні в кількості. Нечисленні посилання Валерія на вбивць Цезаря і на Августа практично не виходять за межі загальноприйнятого стилю того часу. Єдиний пасаж, який може бути названий по-справжньому огидним, це різка риторична тирада на адресу префекта преторія Луція Елія Сеяна.

### Спадщина і роль в культурі
Твір Валерія заслуговує уваги багато в чому як розділ в історії латинської мови. Без неї наш погляд на перехід від класичної до «срібної» латині був би значно менш повним. У Валерія представлені всі досягнення риторики того часу, за винятком блиску розуму Квінтіліана і смаку і тонкощі Тацита. Він уникає прямого і простого оповідання і прагне всіма силами до новизни, зносить бар'єри між лексиконом прози та поезії, напружено підбирає слова, використовує складні метафори, пускає в хід різкі контрасти і яскраво емоційно забарвлені прикметники, використовує гами самих неприродних фігур мови. Вельми показовим уроком в історії латинської мови є порівняння розповіді Валерія з відповідними місцями у Цицерона і Тита Лівія.
У рукописах Валерія до нас дійшла також десята книжка, так звана Liber de Praenominibus, праця жившого значно пізніше граматика.
Твір Валерія активно використовувалося в школах, і його популярність у Середньовіччя видно по великій кількості збережених примірників. Як і з інших шкільних підручників, з нього робилися витримки; дві з них повністю збереглися, одна позначена ім'ям Юлія Паріса і відноситься приблизно до IV-V ст. н. е., інша належить перу Януарія Непотіана.

## Афоризми
- «Міра в їжі — то мати хорошого здоров'я.»[4]

### Латинський текст
- VALERI MAXIMI FACTORVM ET DICTORVM MEMORABILIVM LIBRI NOVEM [Архівовано 30 листопада 2010 у Wayback Machine.] (найвідоміша і цитована ораторами робота автора; у збірках інтернет-сайту «Латинської Бібліотеки»).
- Епітома Юлія Паріса [Архівовано 14 травня 2011 у Wayback Machine.] (лат.)

### Англійські переклади
- Переклад в серії «The Loeb Classical Library»:Valerius Maximus. Memorable Doings and Sayings. / Trans. by D. R. Shackleton Bailey. In 2 vol. 2000.
  - Volume I. Books 1-5.
  - Volume II. Books 6-9.
- Wardle, D. Valerius Maximus 'Memorable Deeds and Sayings: Book 1.Oxford University Press (Clarendon Ancient History Series): Oxford and New York, 1998.

### Французькі переклади
- Французький переклад 1850

У серії «Collection Budé» розпочато видання:
- Valère Maxime. Faits et dits mémorables. T. I: Livres I—III; Trad. Robert Combès. Paris: Les Belles Lettres; Collection des Universités de France, 2003.
- Valère Maxime. Faits et dits mémorables. T. II: Livres IV—VI; Trad. Robert Combès. Paris: Les Belles Lettres; Collection des Universités de France, 2003.

### Російські переклади
Російський рукописний переклад творів Валерія Максима під назвою «Приклады, памяти достойные» був зроблений з польської на початку XVIII століття.
- Валерия Максима высказывания и дел достопамятных книг девять. / Пер. И. Алексеева. СПб, 1772. Ч. 1. Кн. 1-4. 464 стр. Ч. 2. Кн. V—IX. 520 стр.
- Валерий Максим. Достопамятные деяния и изречения. [В 2 т. Т. 1.кн. 1-5] / пер. и кому. С. Ю. Трохачева. (Серия «ακμη»). СПб.: Издательство СПбГУ. 2007. 308 стр 1000 экз. ISBN 978-5-288-04267-6 (см. отрицательную рецензию А. М. Сморчкова на перевод: ВДИ. 2009. № 4. С. 212—215)
- Валерий Максим. Достопамятные деяния и изречения [отрывки]. / Пер. А. А. Павлова. // Адам и Ева. Альманах гендерной истории. М., ИВИ РАН. 2008. № 16. С. 146—181; Историческое произведение как феномен культуры. Вып. 3. Сыктывкар, 2008. С. 124—141.

### Дослідження
- Bloomer, W. Martin. Valerius Maximus and the Rhetoric of the New Nobility.University of North Carolina Press: Chapel Hill, 1992.
- Mueller, Hans-Friedrich. Roman Religion in Valerius Maximus. Routledge: London, 2002.
- Skidmore, Clive. Practical Ethics for Roman Gentlemen: the Work of Valerius Maximus.University of Exeter Press: Exeter, 1996.
- Боровков П. Образ верховного понтифика у Валерия Максима // Исседон: альманах по древней истории и культуре. Екатеринбург: УрГУ, 2007. Т. IV.